# Olympische Winterspiele 1992/Teilnehmer (Slowenien)
| Gelbes Symbol für Goldmedaillen mit stilisierten Olympischen Ringen | Graues Symbol für Silbermedaillen mit stilisierten Olympischen Ringen | Braundes Symbol für Bronzemedaillen mit stilisierten Olympischen Ringen |
| ------------------------------------------------------------------- | --------------------------------------------------------------------- | ----------------------------------------------------------------------- |
| —                                                                   | —                                                                     | —                                                                       |

Slowenien nahm an den Olympischen Winterspielen 1992 im französischen Albertville mit einer Delegation von 27 Athleten in sechs Disziplinen teil, davon 20 Männer und 7 Frauen. Ein Medaillengewinn gelang keinem der Athleten. Es war Sloweniens erste Teilnahme an Olympischen Winterspielen.
Fahnenträger bei der Eröffnungsfeier war der Skispringer Franci Petek.

## Teilnehmer nach Sportarten

### Biathlon
Männer
- Aleksander Grajf
10 km Sprint: 33. Platz (27:58,8 min)
20 km Einzel: 24. Platz (1:00:39,2 h)
4 × 7,5 km Staffel: 20. Platz (1:39:03,2 h)

- Boštjan Lekan
10 km Sprint: 51. Platz (28:42,4 min)
20 km Einzel: 21. Platz (1:00:26,8 h)

- Janez Ožbolt
10 km Sprint: 43. Platz (28:31,1 min)
20 km Einzel: 33. Platz (1:01:47,2 h)
4 × 7,5 km Staffel: 20. Platz (1:39:03,2 h)

- Jure Velepec
20 km Einzel: 56. Platz (1:04:12,6 h)
4 × 7,5 km Staffel: 20. Platz (1:39:03,2 h)

- Uroš Velepec
10 km Sprint: 68. Platz (29:54,3 min)
4 × 7,5 km Staffel: 20. Platz (1:39:03,2 h)

### Eiskunstlauf
Männer
- Luka Klasinc
nicht für die Kür qualifiziert

Frauen
- Mojca Kopač
nicht für die Kür qualifiziert

### Freestyle-Skiing
Männer
- Marko Jemec
Buckelpiste: 35. Platz (in der Qualifikation ausgeschieden)

- Aleksander Peternel
Buckelpiste: 28. Platz (in der Qualifikation ausgeschieden)

### Ski Alpin
Männer
- Klemen Bergant
Slalom: 24. Platz (1:52,52 min)

- Gregor Grilc
Super-G: 20. Platz (1:15,71 min)
Riesenslalom: 16. Platz (2:11,50 min)
Slalom: 22. Platz (1:49,95 min)

- Jure Košir
Super-G: 29. Platz (1:16,56 min)
Riesenslalom: 22. Platz (2:12,23 min)
Slalom: 19. Platz (1:49,49 min)
Kombination: 13. Platz (59,78)

- Mitja Kunc
Super-G: 27. Platz (1:16,49 min)
Riesenslalom: 23. Platz (2:12,88 min)

- Andrej Miklavc
Riesenslalom: 24. Platz (2:12,95 min)
Slalom: 17. Platz (1:49,47 min)

Frauen
- Nataša Bokal
Super-G: 32. Platz (1:27,42 min)
Riesenslalom: 13. Platz (2:15,64 min)
Slalom: Rennen nicht beendet
Kombination: 7. Platz (42,60)

- Barbara Brlec
Super-G: Rennen nicht beendet
Riesenslalom: Rennen nicht beendet

- Urška Hrovat
Super-G: disqualifiziert
Slalom: 10. Platz (1:34,50 min)

- Špela Pretnar
Super-G: Rennen nicht beendet
Riesenslalom: disqualifiziert

- Katjuša Pušnik
Riesenslalom: Rennen nicht beendet
Slalom: 16. Platz (1:36,45 min)

- Veronika Šarec
Slalom: Rennen nicht beendet

### Skilanglauf
Männer
- Jožko Kavalar
10 km klassisch: 71. Platz (32:49,6 min)
15 km Verfolgung: 62. Platz (46:36,9 min)
30 km klassisch: 65. Platz (1:35:16,3 h)
50 km Freistil: 24. Platz (2:13:17,9 h)

- Robert Kerštajn
10 km klassisch: 74. Platz (33:37,5 min)
15 km Verfolgung: 67. Platz (48:05,3 min)
30 km klassisch: 50. Platz (1:32:17,6 h)
50 km Freistil: 58. Platz (2:26:26,3 h)

### Skispringen
- Damjan Fras
Großschanze: 42. Platz (130,2)

- Samo Gostiša
Normalschanze: 12. Platz (201,8)
Großschanze: 22. Platz (158,9)
Mannschaft: 6. Platz (543,3)

- Primož Kopač
Normalschanze: 26. Platz (189,6)
Mannschaft: 6. Platz (543,3)

- Franci Petek
Normalschanze: 21. Platz (193,5)
Großschanze: 8. Platz (177,1)
Mannschaft: 6. Platz (543,3)

- Matjaž Zupan
Normalschanze: 18. Platz (197,3)
Großschanze: 27. Platz (154,0)
Mannschaft: 6. Platz (543,3)